# Museo Kere
Il Museo Kere è un museo etnografico di Caiazzo (CE), dedicato alla civiltà e alle tradizioni contadine.
Il nome del museo si riferisce a quello della dea Cerere.
Il museo è nato nel 1997 ad opera di un'associazione locale e delle donazioni degli abitanti e dell'attuale direttore, Augusto Russo ed è ospitato negli ambienti dell'ex parlatorio del Conservatorio delle Vergini, istituzione educativa per le fanciulle nobili fondata agli inizi del XVII secolo da don Giulio Cesare d'Ettorre, nobile caiatino e vicario generale della Diocesi.
L'allestimento si sviluppa su due piani: al piano terra sono esposti strumenti agricoli, tra i quali una serie di aratri e attrezzi per la raccolta e lavorazione del grano e per la vendemmia, tra cui forbici per la potatura, l'irroratore (nzurfaturo), il tino per la spremitura dell'uva (laviello) e botti in legno. Sono state riallestite alcune botteghe con la relativa attrezzatura: quella del falegname (mast r'ascia) e quella del fabbro con la forgia, alimentata da carbon fossile e con ventilatore a mano, e l'incudine ('ncunia). Oltre il cortile, che conserva l'antico pozzo, una sala ospita diversi tipi di carri trainati da buoi (con tiro a uno, o trainella, o a due, il vero e proprio carro).
Le sale del piano superiore sono dedicate agli ambienti domestici: sono state ricostruite una cucina rustica e una stanza da letto. Il letto era costituito da un telaio con piedi in ferro (pieristaglie) che sorreggeva un tavolato in legno di pioppo, sul quale a sua volta poggiava un grande sacco di tela ('u saccone) imbottito con paglia e pannocchie (preglie) e trapuntato con fettucce in cotone.
L'archivio del museo contiene fotografie e numerose interviste e questionari compilati dalla popolazione locale sul tema delle tradizioni popolari (attrezzi agricoli, feste, riti e scongiuri, canti popolari, filastrocche e altro).